# Trophomera regalis
Trophomera regalis is een rondwormensoort uit de familie van de Benthimermithidae. De wetenschappelijke naam van de soort is voor het eerst geldig gepubliceerd in 1993 door Bussau.